# 張衡 (順治進士)
張衡，字友石，直隸景州人，清朝政治人物、進士出身。
順治十八年，登辛丑科進士，官至陕西榆林道。有《听云阁集》。